# Tringa totanus

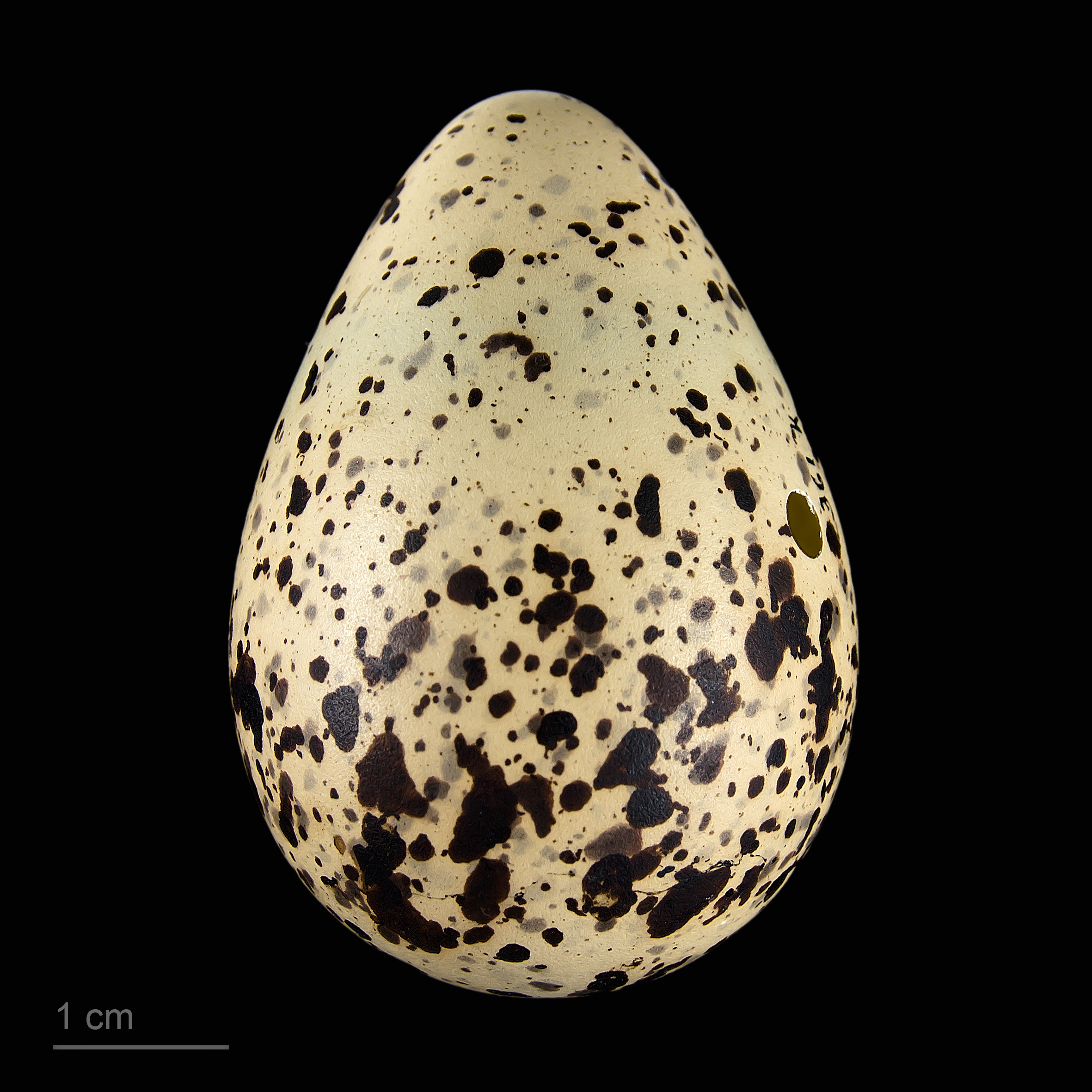
Tringa totanus totanus

El archibebe común (Tringa totanus) es una especie de ave caradriforme de la familia Scolopacidae característica de las costas europeas. Se distribuye por Eurasia, África, hasta Nueva Guinea y Australia.

## Historia natural
Posee un comportamiento ruidoso, que hace que sea muy visible, pues descansa en bandadas densas. Es común en las costas, si bien se ha visto afectado por la pérdida de hábitat, por lo que en algunos lugares se trata de una especie en declive.
Su voz es sonora y aflautada, clara. Hace en el suelo un nido hueco, sencillo, con forma de cuenco; la puesta es de 4 huevos, en una nidada de abril a julio. Se alimenta picoteando el fango, tomando insectos, lombrices, gusanos marinos, crustáceos y moluscos.

## Subespecies
Se reconocen las siguientes subespecies de Tringa totanus:
- Tringa totanus craggi Hale, 1971
- Tringa totanus eurhina (Oberholser, 1900)
- Tringa totanus robusta (Schioler, 1919)
- Tringa totanus terrignotae Meinertzhagen & Meinertzhagen, A., 1926
- Tringa totanus totanus (Linnaeus, 1758)
- Tringa totanus ussuriensis Buturlin, 1934